# Frano Supilo
Frano Supilo (Cavtat, 30. studenoga 1870. – London, 25. rujna 1917.), bio je hrvatski novinar, političar i publicist. Izabran je u vodstvo Stranke prava 1895. godine. Nakon raskola u stranci istupa protiv Josipa Franka i zagovara „domovinašku“ struju. Pokrenuo je časopis Crvena Hrvatska i bio njegov glavni urednik do 1899. godine. U njemu je razvijao političku ideju sjedinjenja Dalmacije s Hrvatskom i ubrzo uz Antu Trumbića postaje najistaknutiji predstavnik dalmatinskog liberalnog pravaštva.
Jedan je od pokretača politike novog kursa i među najzaslužnijim političarima za donošenje Riječke i Zadarske rezolucije. Zajedno sa Svetozarom Pribićevićem 1905. godine osniva Hrvatsko-srpsku koaliciju koja sljedeće godine pobjeđuje na izborima te je Supilo izabran u Hrvatski sabor. Iz stranke je istupio 1909. godine zbog neslaganja s oportunističkim vodstvom. Zbog sukoba s centralističkim koncepcijama većine, 1916. godine napušta Jugoslavenski odbor i samostalno nastavlja akciju za oslobođenje i ujedinjenje južnoslavenskih naroda na federalističkoj osnovi.

## Životopis

### Rani život, školovanje, ulazak u politički život
Frano Supilo rodio se u Cavtatu 1870. godine u obitelji Iva i Mare (rođ. Guljemović). Podrijetlom je iz težačke obitelji. Školovao se u Dubrovniku i već je kao srednjoškolac sudjelovao u prosvjedima protiv austrijske politike i to prigodom dolaska prijestolonasljednika Rudolfa u Dubrovnik 1885. godine. Zbog toga što je sa svojim školskim drugovima izviždao prijestolonasljednika Rudolfa bilo mu je zabranjeno školovanje u svim školama Austro-Ugarske monarhije. Kasnije je uz dobiveno dopuštenje ipak završio četvrti razred građanske škole no zbog siromaštva nije mogao upisati gimnaziju te su ga roditelji upisali u nižu pomorsku školu u Gružu. Iz te škole bio je izgnan zbog sukoba sa školskim vlastima. Nakon toga upisao se u Poljodjelsku školu. Poljodjelsku je školu završio u Gružu, a nakon toga zaposlio se kao putujući učitelj. U politički život ulazi kao osnivač i glavni urednik dubrovačke Crvene Hrvatske (1890. – 1899.), društvenopolitičkoga lista pravaške koncepcije i bori se za sjedinjenje Dalmacije s Hrvatskom. Supilo je odigrao glavnu ulogu u promjeni javnoga mnijenja, što je, u nizu izbora, dovelo do pada talijanaško-srpske koalicije koja je mješavinom izbornih manipulacija, favoritizma bečkoga dvora i paralizom hrvatskih stranaka došla na vlast u dubrovačkoj općini u osamdesetim godinama 19. stoljeća. U vodstvo Stranke prava izabran je 1895. godine. Nakon raskola u stranci istupa protiv Josipa Franka.
Tada su ga na Trsat doveli hrvatski rodoljubi grupirani oko tamošnje Hrvatske čitaonice. Mladi i ambiciozni Supilo u Rijeci je ostvario uspješnu karijeru. Tako od 1900. godine djeluje u Rijeci kao povjerenik dalmatinskih pravaša, nastojeći putem novina koje je uređivao (Novi list, od 1907. godine Riječki novi list) utjecati na hrvatsku politiku, orijentirajući ju prema političkoj suradnji Južnih Slavena i sporazumu s ostalim narodima Austro-Ugarske ugroženim germanizacijom, u skladu s politikom novoga kursa, prema čemu je usmjerio i novoosnovanu Hrvatsku stranku prava.

### Hrvatsko-srpska koalicija
Uz Trumbića i Josipa Smodlaku jedan je od pokretača politike novog kursa i među najzaslužnijim političarima za donošenje Riječke rezolucije 1905. godine (zapravo je njezin idejni začetnik) i za stvaranje Hrvatsko-srpske koalicije, te za njen dolazak na vlast. Supilova riječka i zagrebačka faza su povjesničarski ozbiljno i nepristrano obrađeni tek u studijama i knjigama koje su se pojavile nakon raspada SFRJ - naime, dotad je to razdoblje njegove djelatnosti šablonski tretirano kao vizionarska aktivnost usmjerena prema žuđenom, i u Jugoslaviji (pogotovo komunističkoj), ozbiljenom snu o stvaranju zajedničke države Hrvata i Srba. Dobar primjer novijega vrjednovanja Supilove političke djelatnosti je niz kraćih tekstova objavljenih u časopisu Kolo, 1998., br. 8. Ukratko - Supilo je od tradicionalne pravaške politike napravio radikalan zaokret u dvjema točkama: ideološkom i pragmatičko-političkom. 
Na idejnom planu, Supilo postaje pristašom omekšanoga jugoslavenskoga unitarizma (zbog čega je, usput, najčešće stigmatiziran, pa i demoniziran u hrvatskim nacionalnim krugovima). Supilovo mišljenje (koje je dijelio i nemali dio ondašnje hrvatske, pa i srpske inteligencije) bijaše da su Hrvati i Srbi (kojima su kasnije pridruženi i Slovenci) jedan troplemeni narod - dakle, ne tri naroda, a kamoli tri nacije, nego jedan jugoslavenski narod s tri imena. Ta, iz suvremenoga motrišta neobična ideja, bila je znakom zakašnjelosti nacionalne kristalizacije kod Hrvata (manjim dijelom i Srba i Slovenaca - o Makedoncima, Bošnjacima - muslimanima i Crnogorcima da se i ne govori), te teritorijalne izmiješanosti Srba i Hrvata, kao i činjenice da su hrvatski i srpski književni jezici izuzetno bliski i međusobno razumljivi na razgovornoj razini. Na praktičnom planu, to je značilo stvaranje Hrvatsko-srpske koalicije, kreacijom koje su Srbi priznati, de facto, kao politički narod u Hrvatskoj - prvi put u povijesti. 
Još su snažniji zaokret označili pregovori koalicije i Supila s mađarskim i talijanskim političarima iz Austro-Ugarske Monarhije. Post festum, taj se potez može označiti kao izuzetno hrabar, inovativan i - potpuno promašen. Supilo je pokušao tradicionalne hrvatske protivnike koji su pretendirali na hrvatske zemlje (talijanske iredentiste i mađarske nacionaliste), koristeći njihovo privremeno zaoštravanje s Bečkim dvorom, pretvoriti u hrvatske saveznike u borbi za opću demokratizaciju monarhije u kojoj bi - takvo je bilo njegovo mišljenje - svi narodi bili dobitnici. No pogriješio je u procjeni: talijanski i mađarski imperijalizam bio je tako duboko ukorijenjen u svijest nacionalnih elita tih naroda da su bili potrebni svjetski ratovi da ih sruše kao realnu prijetnju.
Glede srpskoga nacionalizma, Supilo nije u tom razdoblju realistično ocijenio tvrdokornost i nepopustljivost srpskih teritorijalnih pretenzija na praktički cijelu Bosnu i Hercegovinu i Hrvatsku. Na naknadnim izborima 1906. godine, na kojima je pobijedila Koalicija, Supilo je bio izabran za zastupnika u Hrvatskom saboru i postao vodeća osoba Koalicije. Kada je ugarski parlament u proljeće 1907. godine izglasao Željezničarsku pragmatiku, kojom se mađarski jezik ozakonjuje kao službeni jezik na željeznicama u Hrvatskoj, Supilo predvodi hrvatsku oporbu u ugarskom parlamentu u akcijama opstruiranja i vodi oštru kampanju protiv mađaronskoga bana Pavla Raucha te pokreće temeljna ustavna pitanja o položaju Hrvatske. Njegov radikalni stav dovodi ga u sukob s vodstvom Koalicije, koja je bila za oprezniju politiku, kako ne bi izgubila mogućnost vraćanja na vlast. 
Supilo je nastojao da Hrvatska svojom politikom stane na čelo Južnih Slavena Austro-Ugarske u borbi za njihovo ujedinjenje - dok je srpski dio Koalicije, a i dio nagodbenjački nastrojenih hrvatskih članova, bio za usklađivanje hrvatske politike s onom kraljevine Srbije, što je u praksi značilo pretvaranje Hrvatske u srbijanski politički prirepak. U vrijeme veleizdajničkog procesa, 1909. godine, političkoga procesa srpskim javnim djelatnicima u Monarhiji, koji je inicirao Bečki dvor s ciljem reteriranja aneksijske krize oko Bosne i Hercegovine 1908. godine, Supilo se zalaže za odlučnu potporu Hrvata ugroženim Srbima, kako bi se sačuvala hrvatsko-srpska sloga, na načelima dogovorenima u Riječkoj i Zadarskoj rezoluciji.
Njegov stav izaziva oštru reakciju austrijskih krugova i oni na Friedjungovom procesu, koji je pokrenula Koalicija, nastoje Supila kompromitirati i politički onemogućiti. Tako je u centru Zagreba 1909. godine jedna grupa frankovaca toljagama pretukla Supila, Pribićevića, Banjanina i novinara Budisavljevića. Srbobran je za to optužio Frankovu legiju i policiju, koji su, po njima, odlično surađivali, s ciljem izazivanja nereda zbog uvođenja izvanrednih mjera u Hrvatskoj. Iako su klevete, iznijete protiv njega, bile na procesu raskrinkane, Supilo je istupio iz Koalicije kako bi olakšao njen položaj; Koalicija je zatim pristala na kompromisno rješenje procesa, što je dovelo do pada bana Raucha, ali i do pakta Koalicije s novoimenovanim banom Nikolom Tomašićem. Koalicija je od tada, pa do raspada monarhije i stvaranje Kraljevstva Srba, Hrvata i Slovenaca (1918.), svedena na oruđe u rukama najutjecajnijeg i najagilnijeg hrvatskog pragmatičkog političara u to doba, unitaristički nastrojenoga Svetozara Pribićevića, kojem je primarni cilj bio čekanje raspada KuK Monarhije i ujedinjenje sa Srbijom pod svaku cijenu. Supilo je osuđivao oportunističku politiku vodstva Koalicije jer je smatrao da ona kompromitira Hrvatsku i onemogućuje joj da u borbi za ujedinjenje postane ravnopravan čimbenik sa Srbijom. U tom je bio posve u pravu - no, cilj Pribićevića i nije bio da Hrvatska bude ikakav, a kamoli ravnopravan čimbenik u budućoj zamišljenoj južnoslavenskoj državi.

### Jugoslavenski odbor
Prebjegavši nakon Sarajevskoga atentata u Italiju, Supilo pokreće, zajedno s Trumbićem i Meštrovićem, akciju za oslobođenje Hrvata, Srba i Slovenaca od Austro-Ugarske i njihovo ujedinjenje sa Srbijom i Crnom Gorom te sudjeluje u pokretanju Jugoslavenskog odbora. On nastoji pridobiti vlade sila Trojnog sporazuma za stvaranje jugoslavenske države, koja bi imala obuhvatiti sve krajeve nastanjene južnim Slavenima. Na svojim misijama u Bordeauxu, Londonu i Petrogradu 1914. – 1915. Supilo ustaje protiv imperijalističkih težnji Italije na Jadranu i zalaže se za kompromisno rješenje jadranskog pitanja. Otkrivši tajne pregovore što su ih Centralne sile vodile s Italijom poveo je snažnu akciju protiv žrtvovanja hrvatskih i slovenskih krajeva na Jadranu Italiji. Supilo se zalagao za demokratski način ujedinjenja južno-slavenskih naroda i za njihovu nacionalnu ravnopravnost te je predlagao uvođenje federativnoga uređenja u budućoj jugoslavenskoj državi. Zbog svojih gledišta došao je u sukob s tadašnjim srbijanskim predsjednikom vlade Nikolom Pašićem, glavnim realpolitičkim protagonistom zamisli Velike Srbije, a i s kompromiserskom i politički nezrelom većinom u Jugoslavenskom odboru. Istupivši zbog toga iz Odbora (5. lipnja 1916. godine, obrazloživši svoj postupak Izjavom) Supilo je u svom daljnjem radu nastojao zainteresirati sile Antante za položaj Hrvata i za cjelovito rješenje jugoslavenskog pitanja na temelju nacionalne ravnopravnosti (poznate su njegove predstavke i memorandumi britanskim, talijanskim i ruskim političarima Greyu, Sonninu i Sazonovu). 

### Smrt
Težak i besperspektivan položaj u kojem se Hrvatska našla, u kolonijalističkim makinacijama i tajnim planovima (Londonski sporazum) već podijeljena između talijanskoga i srpskog imperijalizma, bio je prevelik teret za Supila koji je doživio živčani slom i kasnije umro u londonskoj umobolnici, od moždane kapi, 25. rujna 1917. godine. Nakon što je urna s njegovim pepelom ostala nekoliko godina zaboravljena u londonskome krematoriju, preuzeo ju je njegov prijatelj, bankar Pavle Mitrović. Kod njega je ostala do 1927. godine, kada je, parobrodom Srđ, prenesena od Londona do Sušaka i gdje je bila svečano izložena na odru 29. prosinca a potom je parobrodom Zagreb prenijeta u Dubrovnik gdje je pohranjena u gradskoj vijećnici.

## Publicist
Po mnogim pokazateljima Frano Supilo je, uz Stjepana Radića, najtragičnija osoba novije hrvatske politike. Supilo kao publicist jedno je od najbritkijih i najčitkijih hrvatskih političkih pera, autor začuđujuće modernosti opasaka i ideja (izuzmu li se za njegovo doba karakteristične jugoslavenske omame). Pridonio je modernizaciji političkih shvaćanja u Hrvatskoj te je snažno djelovao na suvremenike, ostavivši jedan od najjačih političkih tragova u hrvatskoj novijoj političkoj povijesti. Suvremena hrvatska povjesnica uglavnom dijeli njegovu aktivnost na tri razdoblja: u prvom je kao urednik Crvene Hrvatske maestralno raskrinkao velikosrpski imperijalizam; u drugom je glavnim protagonistom Hrvatsko-srpske koalicije, dok je u trećem usamljeni i izolirani borac za Hrvatsku, nemoćan u bitci protiv imperijalnih kombinacija koje su se plele u Europi i inercije Jugoslavenskoga odbora. Samo je prvo Supilovo razdoblje dobilo visoku ocjenu, dok se njegova aktivnost u Koaliciji smatra povijesnim promašajem, a treće razdoblje očajničkom i na poraz osuđenom borbom, epitomiziranom u poznatom Krležinom stihu iz Balada Petrice Kerempuha koji referencira "Sopilovog Frana, kem serce pregrizla horvacka je rana". Vjerojatno najpregnatniji komentar o tragizmu Supilova političkoga djelovanja je utjelovljen u Machiavellijevoj metafori da naoružani proroci uspijevaju, a nenaoružani propadaju: Supilo je bio, kao predstavnik hrvatskoga naroda u teško i krajnje neizvjesno doba, nenaoružani prorok, i u toj činjenici leži uzrok njegova pada i propasti.

## Citati
- Pravo i interes dva su pojma koji mnogo puta ne idu zajedno.
- Svaki političar mora imati tri stvari: debelu kožu, dobar želudac i čistu savijest.
- Najveći politički činilac na svijetu je trbuh. To je mašina koja sve pokreće.

## Djela
- Proces Friedjung-"Reichpost" i hrvatsko-srpske koalicije. Otvoreno pismo Frana Supila, narodnog zastupnika delničko-čabarskog kotara, svojim izbornicima, Tisak Riečke Dioničke tiskare, Rieka, 1910.
- Politika u Hrvatskoj, Tisak Riečke Dioničke tiskare, Rieka, 1911.
- Politika u Hrvatskoj, (ur. i uvod, Vaso Bogdanov), Kultura, Zagreb, 1953.
- Supilova pisma Ferrerovima: prilozi našoj suvremenoj političkoj povijesti, Hrvatska revija, Buenos Aires, 1957., (prir. Bogdan Radica)
- Pisma i memorandumi Frana Supila: (1914-1917), Izd. ustanova Nauč. Delo, Beograd, 1967. (prir. Dragovan Šepić)
- Politički spisi, članci, govori, Znanje, Zagreb, 1970. (prir. Dragovan Šepić)
- Izabrani politički spisi, Golden Marketing-Narodne novine, Zagreb, 2000. (izbor i uvodna studija, Ivo Petrinović)

## Vanjske poveznice
- Krležijana: Supilo, Frano  Arhivirana inačica izvorne stranice od 14. lipnja 2015. (Wayback Machine)
- Neven Šantić, Frano Supilo - Reformator hrvatskog novinarstva, Novi list, 1. siječnja 2011.
- Tereza Ganza-Aras, Frano Supilo u svjetlu najnovijih istraživanja  Arhivirana inačica izvorne stranice od 4. ožujka 2016. (Wayback Machine)
- Jesu li naši masoni dugotrajniji ili utjecajniji?, Milan Jajčinović, vecernji.hr